# Agnara ryukyensis
Agnara ryukyensis là một loài chân đều trong họ Agnaridae. Loài này được Nunomura miêu tả khoa học năm 2003.